# BNSF鐵路
BNSF鐵路公司（英語：BNSF Railway Company），全称北伯灵顿和圣塔菲铁路公司（英語：Burlington Northern and Santa Fe Railway Company）是北美洲最大型的貨運鐵路網絡，而美國西部貨物競爭對手聯合太平洋鐵路緊隨其後。BNSF是北美洲七家I級鐵路之一，僱有44,000名職員，軌道涵蓋28個州共32,500英里（52,300），機車超過8,000部。它設有三條橫貫大陸鐵路的路線，為美國東西部提供鐵路連接。BNSF列車在2010年行駛超過1.69億英里（2.72億公里），比任何北美洲鐵路還要多。BNSF和聯合太平洋雙頭壟斷所有美國西部橫貫大陸貨運鐵路線，並在過千英里的軌道共享路權。

## 历史
1980年代末开始，美国I级铁路之间开始大规模的并购活动，1980年至2022年I级铁路的数量从33家锐减至7家，
1994年6月30日，伯灵顿北方铁路（BT）和艾奇逊、托皮卡和圣塔菲铁路（ATSF）宣布合并，后者曾在1980年代与南太平洋铁路公司有一次失败的并购案。1995年2月7日，BT和ATSF的负责人Gerald Grinstein 和 Robert D. Krebs宣布股东们批准了交易案，但为了防止其他大型铁路公司反对合并，BT和ATSF与其他铁路公司交换了铁轨使用权，洲际商务委员会于1995年7月20日批准了合并，同年9月26日两家公司被新成立的伯灵顿北方圣达菲公司并购，但由于工会的拖延使得两家公司直到同年的12月31日才真正完成合并，成为现在的伯灵顿北方圣达菲铁路公司（BNSF）。
1999年8月20日，BNSF和加拿大国家铁路（CN）宣布合并，届时两家公司将成为新成立的北美铁路公司（North American Railways）并掌握超过5万英里（8万公里）的铁路线，此举将给双方带来资金和班次上的好处，但是出于客户反对和对垄断的考虑，Surface Transportation Board在2000年3月17日发布了15个月的I级铁路并购禁令，在BNSF和CN上诉失败后双方取消了合并计划。
2009年11月3日，沃伦·巴菲特宣布伯克希尔·哈撒韦将以 440 亿美元收购 BNSF。 此次收购得到两家公司董事会的批准，并于2010年2月12日获得 BNSF 股东的批准，目前伯克希尔·哈撒韦拥有BNSF。